# Język savosavo
Język savosavo – język używany w Prowincji Centralnej (Wyspy Salomona), na wyspie Savo. Według danych szacunkowych z 2012 roku posługuje się nim 2500 osób.
W odróżnieniu od większości języków Wysp Salomona nie należy do rodziny austronezyjskiej. Jest to najbardziej wysunięty na wschód przedstawiciel języków papuaskich. Wraz z językami lavukaleve, bilua i touo został zaliczony do rodziny języków centralnych Wysp Salomona. Niemniej część badaczy uważa go za izolat, nie uznając istnienia takiej rodziny. Znalazł się też w historycznej propozycji rodziny wschodniopapuaskiej.
Wchodzi w kontakt z językami austronezyjskimi, z których zapożyczył wiele elementów leksyki. Mimo to z perspektywy gramatycznej wciąż wykazuje swoiste cechy (szyk SOV, system rodzajów gramatycznych). Nie jest wzajemnie zrozumiały z żadnym innym językiem i lokalnie uchodzi za trudny do nauczenia.
Prawie wszyscy jego użytkownicy posługują się też neosalomońskim (pijin). W użyciu jest również język angielski (który ma status języka urzędowego). Odnotowano, że savosavo zaczął być wypierany przez te języki.
W charakterze języków kontaktowych bywają używane języki austronezyjskie. W niektórych wsiach w północno-wschodniej części wyspy głównym środkiem komunikacji jest język gela, a na południu najbardziej znaczący język kontaktowy to ghari (obok dominującego języka savosavo).
Sporządzono opis jego gramatyki (2012) . Pierwsze materiały dot. savosavo pochodzą z II poł. XX w.; poza danymi gramatycznymi i słownikowymi zebrano m.in. nagrania dźwiękowe. Piśmiennictwo nie jest dobrze rozwinięte. Savosavo jest zapisywany jedynie sporadycznie (zwykle w listach bądź krótkich ogłoszeniach publicznych). Wypracowano kilka propozycji ortografii, opartych na alfabecie łacińskim.